# جيف كيث (موسيقي)
جيف كيث (بالإنجليزية: Jeff Keith)‏ هو موسيقي ومغني أمريكي، ولد في 12 أكتوبر 1958 في تيكساركانا في الولايات المتحدة.

## وصلات خارجية
- جيف كيث على موقع IMDb (الإنجليزية)
- جيف كيث على موقع ميوزك برينز (الإنجليزية)
- جيف كيث على موقع ديسكوغز (الإنجليزية)
- جيف كيث على موقع قاعدة بيانات الفيلم (الإنجليزية)